# Cnabetius
Cnabetius, auch Gnaretius, war ein keltischer Kriegsgott, der im heutigen südwestdeutschen Raum verehrt wurde. In gallo-römischer Zeit wurde er nach der Interpretatio Romana mit dem römischen Gott Mars identifiziert. Einmal wird er, wenn die Lesung richtig ist, zusammen mit Rosmerta erwähnt.

## Etymologie und Verbreitung
Der Name Cnabetius ist wahrscheinlich von idg. *kṇbh-etos "verstümmelt" abgeleitet abgeleitet. Das würde auf das häufige Motiv des verwundeten Kriegsgottes hinweisen (siehe auch Núadu Argatlám). In einer Weihinschrift aus Osterburken, Baden-Württemberg, wird Cnabetius als „väterlicher Hornbläser Mars Cnabetius“ angerufen.
Vier Inschriften wurden im nördlichen Saarland gefunden, davon liegen mindestens zwei im Einflussbereich des Ringwalls von Otzenhausen, also im Stammesgebiet der Treverer. Außerdem ist Cnabetius zweimal in Baden-Württemberg bezeugt.